# 静岡県道15号下田松崎線
静岡県道15号下田松崎線（しずおかけんどう15ごう しもだまつざきせん）は、静岡県下田市から賀茂郡松崎町に至る県道（主要地方道）である。

## 概要

### 路線データ
- 起点：下田市東本郷1丁目（中島橋交差点、国道136号交点）
- 終点：賀茂郡松崎町江奈（宮の前橋交差点、国道136号交点）

## 歴史
- 1976年（昭和51年）7月13日 - 路線名が下田中川松崎線から下田松崎線へ変更される[1]。
- 1993年（平成5年）5月11日 - 建設省から、県道下田松崎線が下田松崎線として主要地方道に指定される[2]。

## 路線状況

### 別名
- 松崎街道

### 重複区間
- 国道414号（下田市東本郷1丁目・中島橋交差点 - 下田市箕作・箕作交差点、6.8 km）

### 道の駅
- 花の三聖苑伊豆松崎（賀茂郡松崎町）

## 地理

### 通過する自治体
- 下田市
- 賀茂郡松崎町

### 交差する道路
- 国道136号・国道414号（静岡県道16号下田石廊松崎線 重複）（下田市東本郷1丁目・中島橋交差点）
- 国道414号（下田市箕作・箕作交差点）
- 静岡県道115号湯ケ野松崎線（賀茂郡松崎町大澤）
- 国道136号（静岡県道16号下田石廊松崎線 重複）（賀茂郡松崎町江奈・宮の前橋交差点、終点）

### 峠
- 婆娑羅峠（標高316 m）：静岡県下田市 - 静岡県賀茂郡松崎町
実際は峠を越えるわけではなく、トンネルを通る。本当の婆娑羅峠を通る道は廃道になっており、原形すらわからない。

## 主な他交通機関との接点
- 伊豆急行線（稲梓駅 - 伊豆急下田駅）